# Atacant (fotbal)

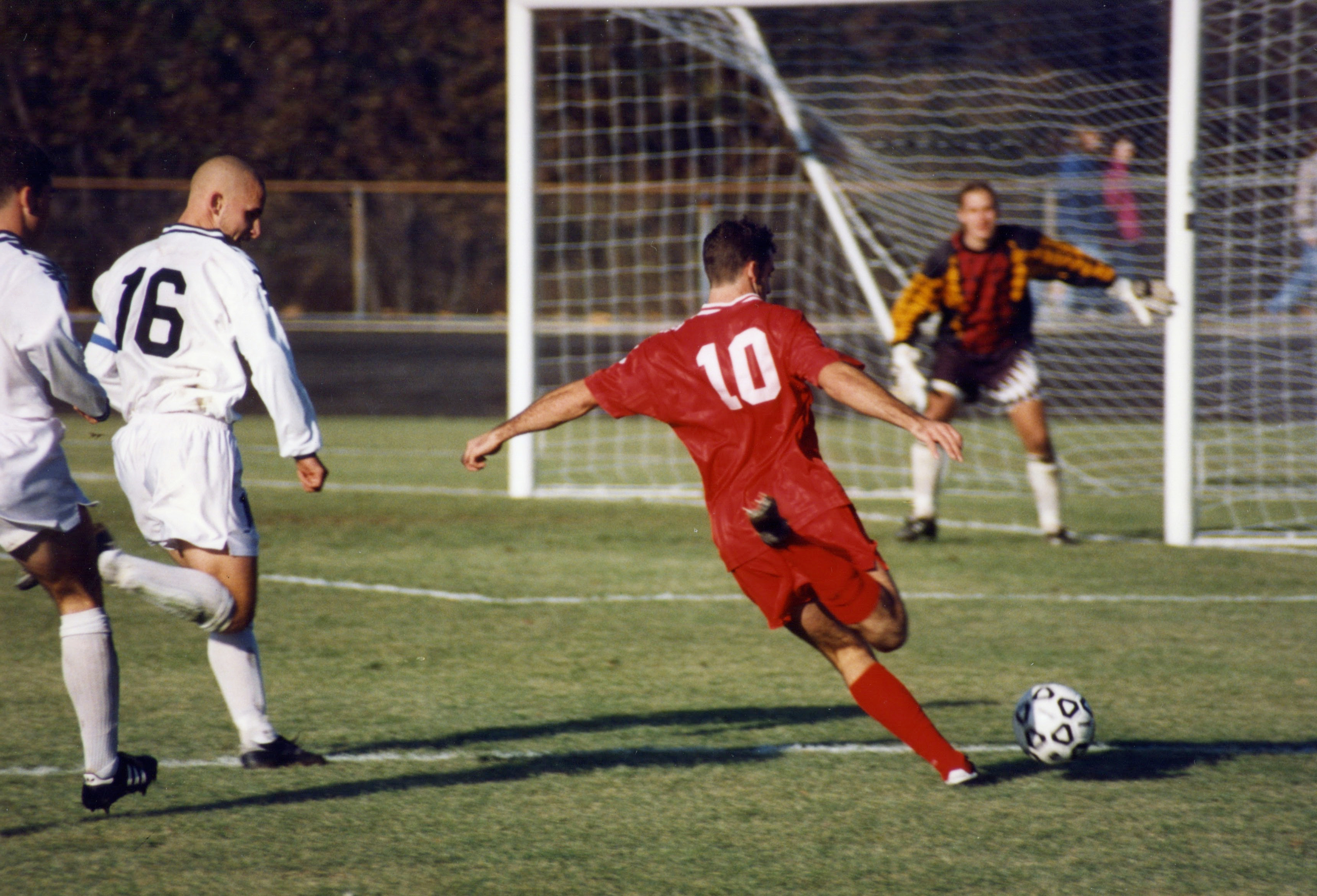
Un atacant (în roșu) a depășit doi fundași (în alb) și se pregătește să șuteze la poartă.

Atacantul, cunoscut și sub numele de vârf de atac sau înaintaș, este jucătorul dintr-o echipă de fotbal care se poziționează cel mai aproape de poarta echipei adverse, principala sa sarcină fiind de a marca goluri.
Formațiile moderne de fotbal au între unul și trei atacanți. De exemplu, pentru formația 4–2–3–1, antrenorul folosește un vârf de careu. Formațiile neconvenționale pot cuprinde mai mulți atacanți, sau chiar nici unul (de ex. 4-6-0).